# Eschweilera alvimii
Eschweilera alvimii là một loài thực vật linhin thuộc họ Lecythidaceae.
Loài này chỉ có ở Brasil.
Chúng hiện đang bị đe dọa vì mất môi trường sống.

## Hình ảnh

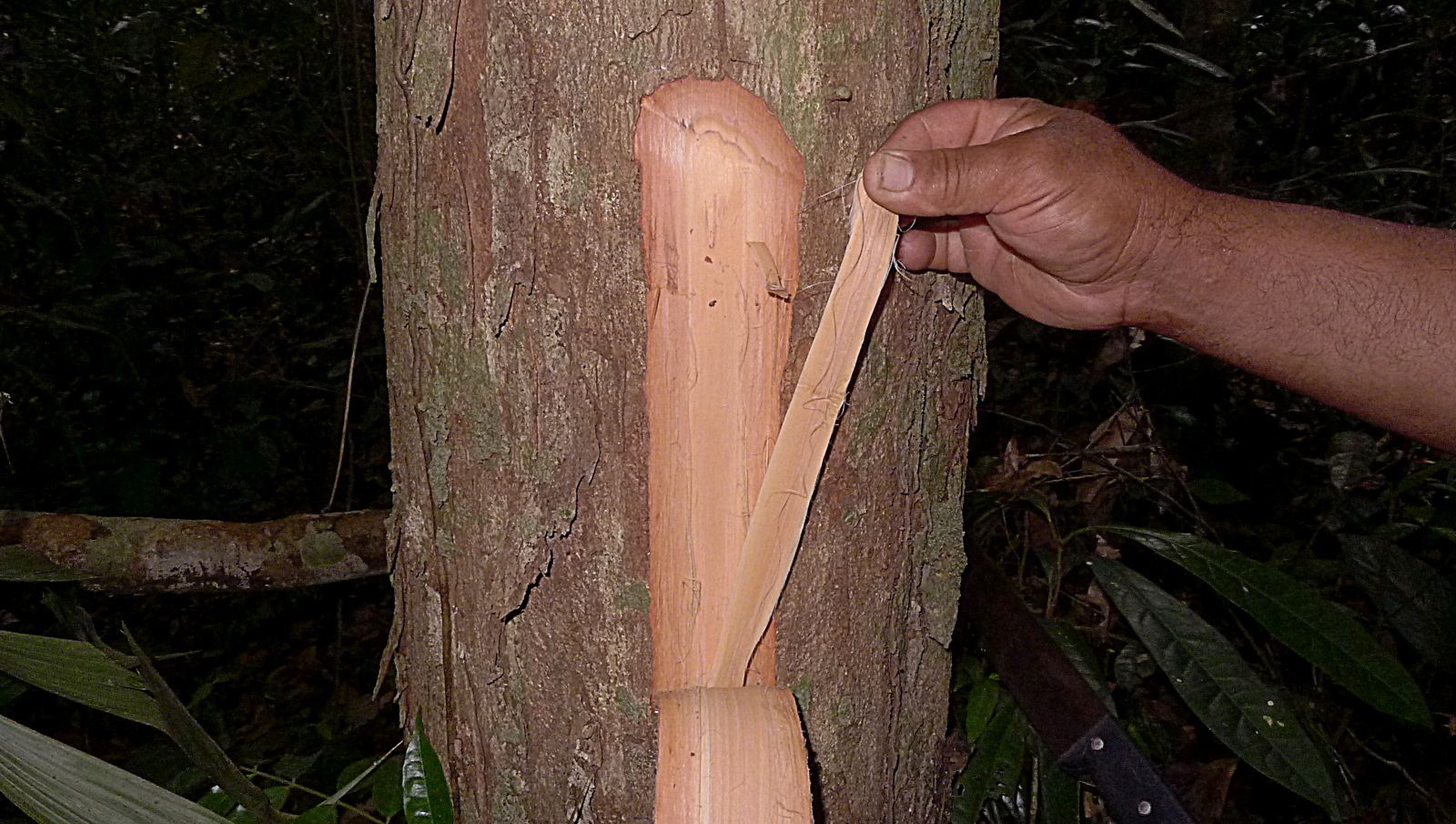
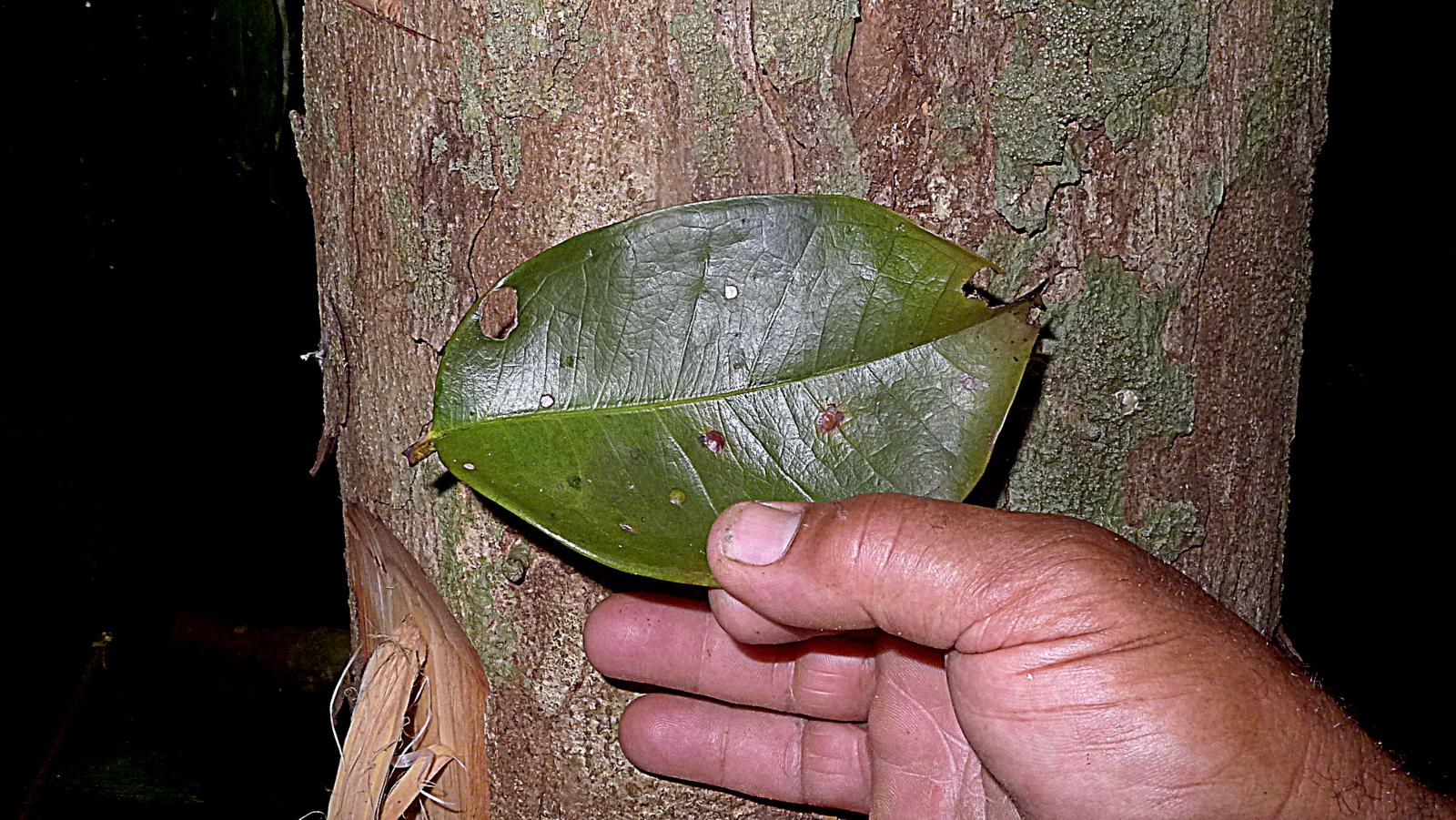
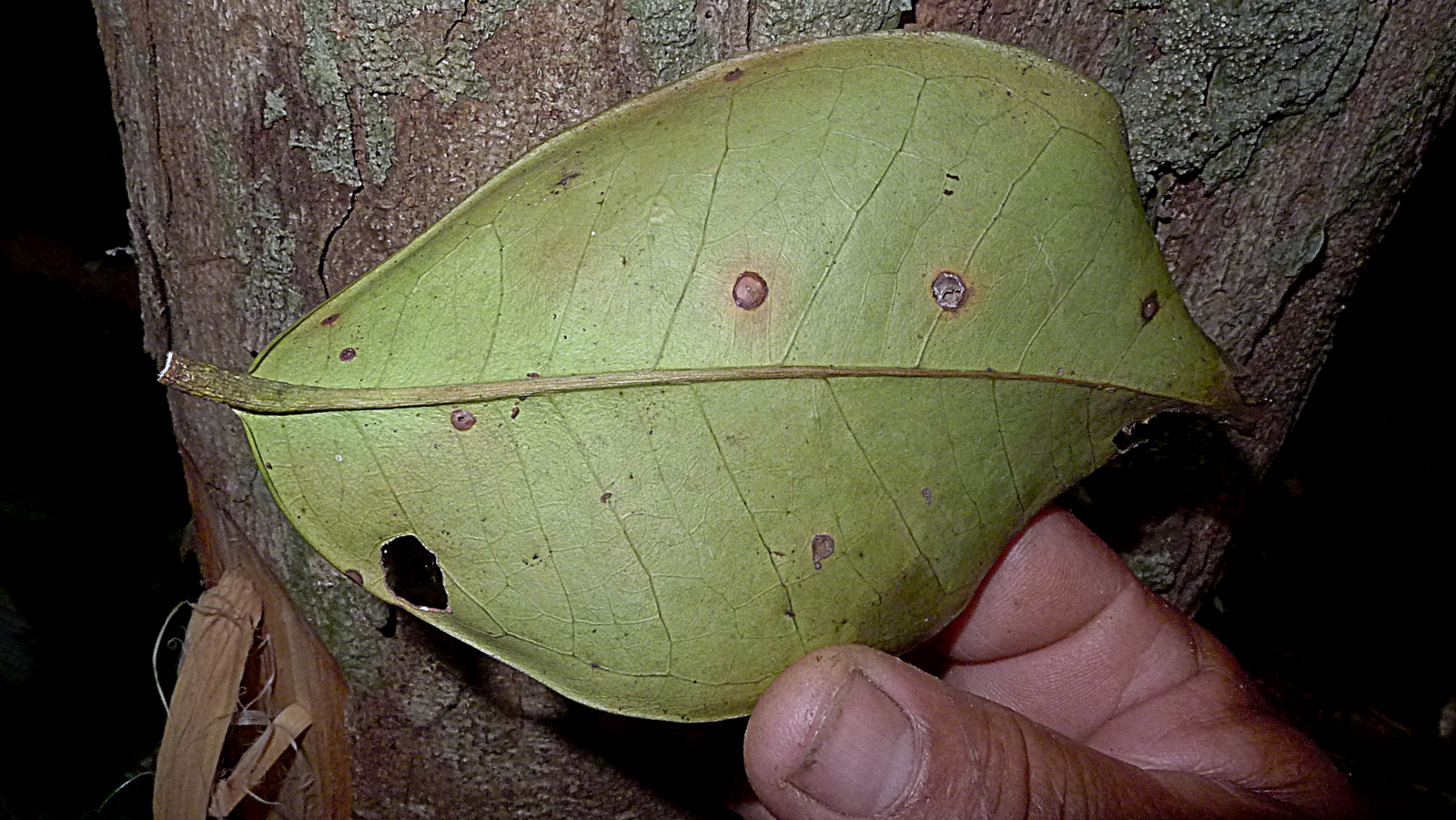
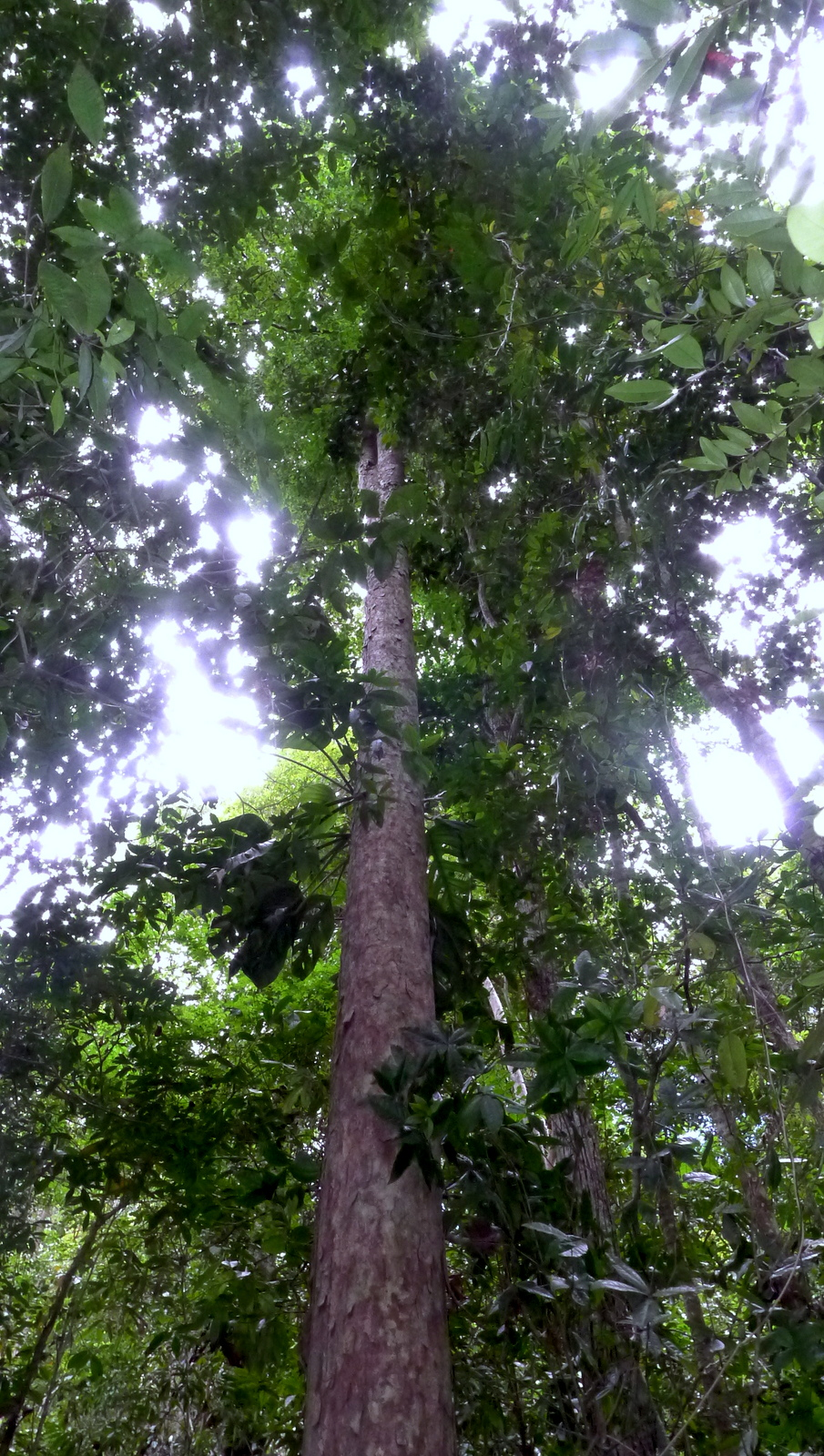